# Lettera di intenti
In diritto privato, la lettera d'intenti è un documento sottoscritto dalle parti durante la trattativa per la conclusione di un contratto, con il quale esse fissano i punti su cui sono già pervenute a un accordo e disciplinano il prosieguo delle trattative, senza che questo le impegni a concludere il contratto.
La lettera d’intenti si utilizza in fase di trattativa precontrattuale sia nazionale che internazionale. Si tratta di un  eventuale accordo  preparatorio verso il contratto, sottoscritto dopo che  i contraenti hanno effettuato una trattativa preliminare orientata al possibile contratto finale, di cui però non hanno ancora definito tutti gli aspetti contrattuali effettivi.
La lettera di intenti ha per scopo: 
- descrivere lo stato delle trattative, elencando i punti già risolti e quelli ancora aperti;
- elencare i termini della trattativa per finalizzare il contratto
- spiegare ai management le ragioni per proseguire il negoziato
- documentare lo stato della trattativa per finanziatori e autorità competenti

## Assenza di obblighi
La "lettera di intenti" non integra solitamente un contratto, in quanto in base ad essa non sorge alcuna obbligazione per le parti. In giurisprudenza, tale definizione è stata ascritta alla "minuta" o "puntuazione del contratto" e si è affermato che essa costituisce un impegno con "funzione meramente preparatoria di un futuro negozio".
Allorquando l'intesa raggiunta tra le parti abbia ad oggetto un vero e proprio regolamento definitivo del rapporto, si deve ritenere formata la volontà attuale di un accordo contrattuale, con il conseguente sorgere delle obbligazioni che ne derivano (Cass. civ. Sez. I, 04-02-2009, n. 2720, RV 606500).
Il contenuto della "lettera di intenti" può spaziare dall'individuazione di future clausole di un contratto che le parti non si impegnano comunque a concludere, all'esposizione delle ragioni della trattativa e degli obiettivi perseguiti dalle parti o alla documentazione delle trattative.
Sino a che la "lettera di intenti" non abbia assunto i caratteri di un contratto definitivo, i suoi effetti giuridici restano limitati alla sfera della responsabilità precontrattuale, rientrante nella categoria della responsabilità da fatto illecito di cui agli artt. 2043 e ss. cod. civ., per cui la stessa può essere utile solo a fondare una richiesta di risarcimento per interruzione ingiustificata delle trattative. Tale forma di responsabilità viene generalmente ritenuta limitata ai soli oneri sostenuti per la conduzione delle trattative stesse, con esclusione dei danni che possano essere messi in diretta correlazione con la mancata stipula del contratto.

## Valore legale
Nel sistema giuridico italiano, che di massima si basa sulla validità e vincolatività del contratto, la "lettera di intenti" assume la veste di un atto preliminare, nell'ambito del quale le parti si limitano a prospettare impegni o obblighi senza però assumerseli in modo definitivo (questo avverrà nell'eventuale successivo contratto).